# Institutul European de Înalte Studii Internaționale
Institut européen·European Institute este o instituție de învățămînt postuniversitar, fondată de Comisia Europeană în orașul francez Nisa în anul 1964. Studiile se desfășoară în franceză, germană și engleză, studenții provenind din practic toate țările membre ale Consiliului Europei. Corpul didactic este de asemenea unul internațional. Directorul insitutului este politologul german Matthias Waechter. 
Printre absolvenții Institutului European de Înalte Studii Internaționale se numără Igor Klipii, fostul Ambasador al Republicii Moldova  în Lituania (2010 - 2015), Oleg Serebrian, Ambasadorul Republicii Moldova  în Germania și Anatol Urecheanu, Ambasadorul Republicii Moldova  în Italia.